# Германік
Герма́нік Ю́лій Цезар Кла́вдіан, (лат. Germanicus Iulius Caesar Claudianus), ; 24 травня 15 року до н. е. — 10 жовтня 19) — відомий римський військовий і політичний діяч, який прославився завдяки військовим кампаніям у Германії, поет. Був консулом у 18 і 12 роках.

## Молоді роки
При народженні отримав ім'я Тиберій Клавдій Нерон Германік (лат. Tiberius Claudius Nero Germanicus), інколи згадується як Неро́н Кла́вдій Друз Герма́нік (лат. Nero Claudius Drusus Germanicus), та найуживанішим й найпопулярнішим є скорочення згідно з його преноменом Германік.

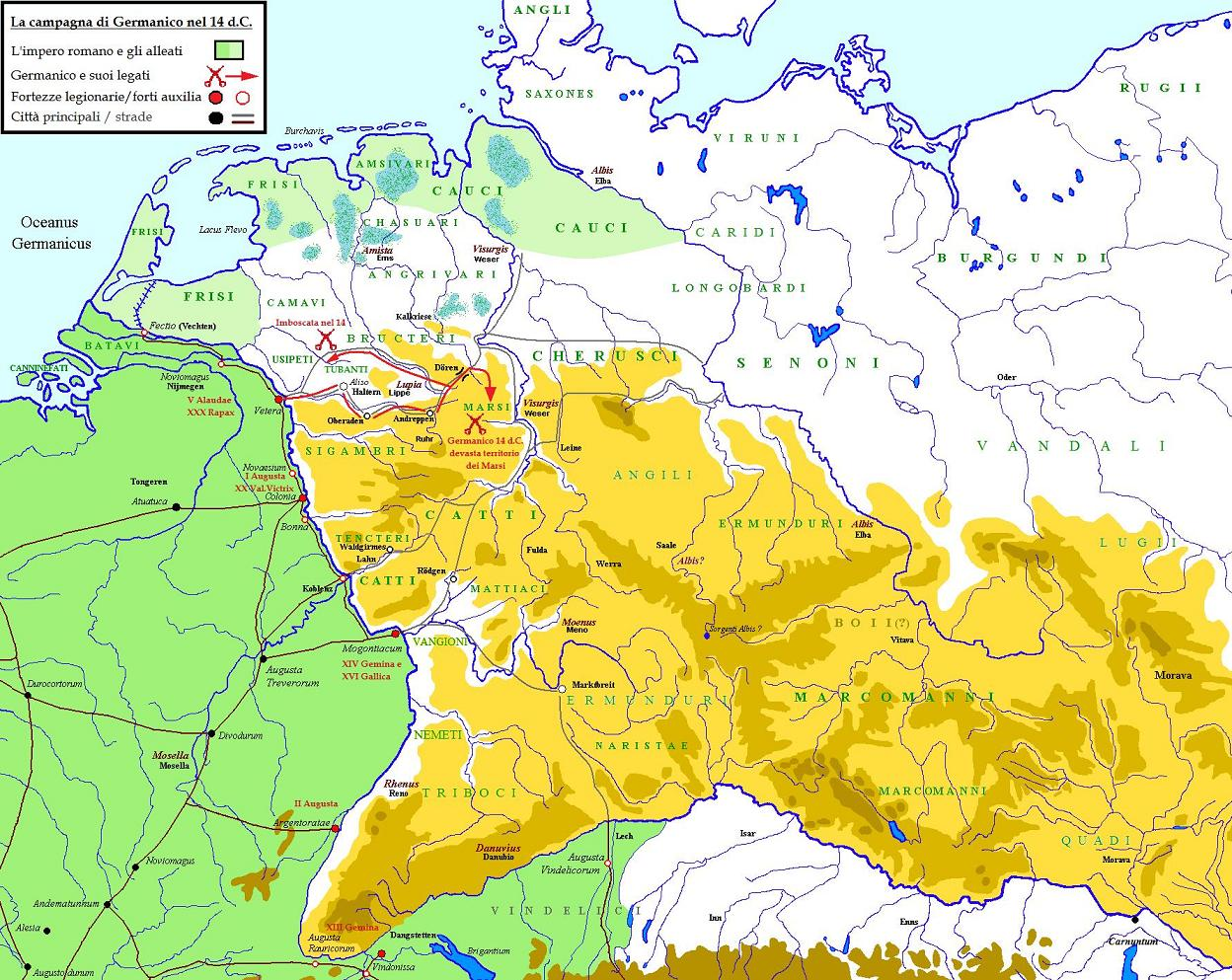
Кампанія Германіка в 14-му році

Батьком Германіка був Нерон Клавдій Друз, а матір'ю дочка Марка Антонія Антонія Молодша. У 4-му році імператор Октавіан Август усиновив свого пасинка Тиберія, а Тиберій своєю чергою за його наказом всиновив свого юного племінника Германіка, не дивлячись на те, що вже мав одного сина. Не пізніше 5 року Германік одружився з онукою Августа — Агрипіною. Їхній шлюб виявився щасливим: Агріпіна народила Германіку дев'ятьох дітей, лише троє з них померли ще немовлятами. 6 року разом із своїм названим батьком Германік влаштував величні ігри в пам'ять про свого батька Нерона Клавдія Друза. Цілком ймовірно, того часу він ввійшов у колегію авгурів і отримав право займати державні посади раніше умовленого терміну на 5 років.

## Кар'єра

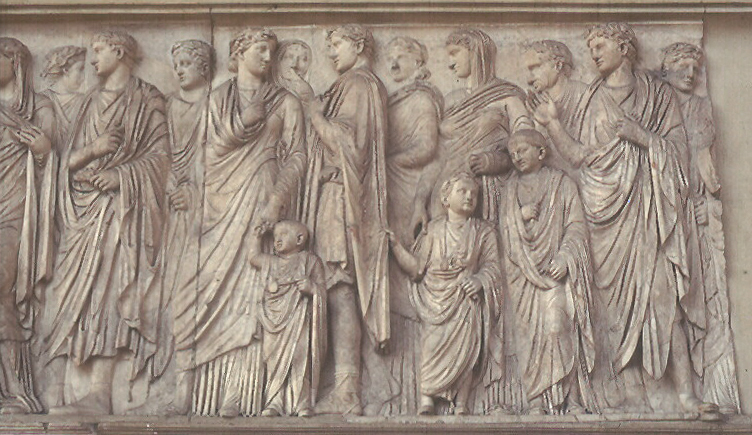
Ara Pacis: Імператорська родина. Германік тримає руку Мінора.

У 7-му році почалася військова кар'єра Германіка. Почалася вона на 5 років раніше аніж звичайно практикувалося в Римській імперії. Август відправив його квестором у Далмацію для допомоги Тиберію. Того часу племена германців були особливо бунтівні. Германік привів в армію найманців і рабів, які були куплені в їхніх господарів для укріплення позицій Тиберія в Іларикумі. Це показало, що Август серйозно сприймає загрозу повстання рабів у Римі. Однак, Тиберій відпустив частину війська через його значну кількість і неможливість контролювати новостворені легіони. Незабаром після того, як Германік прибув до Панонії, командувач військами в Мезії — Северус, був атакований повстанцями, але успішно відбив їхню атаку. Раніше у війні повстанці відступали у важкодоступні гірські регіони, з яких робили рейди на римлян. Тиберій ухвалив рішення вести війну на виснаження, він застосував тактику випаленої землі, намагаючись таким чином придушити повстання. Тиберій розділив своє військо на підрозділи, які розсередилися по Далмації.
У 8-му році відбувся підрив сил повстанців у Панонії: влада короля була повалена командиром повстанців Бато Брукаіном, який сам був розбитий в бою і потім страчений Бато Досіате. Паноянці були шоковані й римляни стрімкою атакою перемогли без бою. Повсталі відійшли з Панонії в Далмацію, де зайняли гірські перевали. у 9-му році римляни проявили ініціативу і вступили в Далмацію. Римські війська захопили багато міст, сам Германік взяв Раетину. Тиберій розділив сили на три частини — дві під командуванням Марка Плавтія Сільвана і Марка Емілія Лепіда, а третю віддав під командування Германіка. Підрозділи під командуванням Лепіда і Сильвана легко здобули перемоги і майже повністю знищуили племена Перуста и Даїзітате — два племені далматин, які опинилися в гірських фортецях. Тим часом Германік і Тиберій переслідували Бато, аж поки той не зупинився у фортеці під Салоною, яку називали Адетріу. Після того, як стало зрозуміло, що Бато здаватися не збирається, Тиберій почав постійно атакувати фортецю, поступово вводячи свіжі сили. Фортеця була взята, а захисники вбиті, або взяті в полон. Доки Тиберій обговорював умови капітуляції повсталих, Германік здійснив каральну експедицію найближчих територій, узяв осаду укріплене місто Ардуба. Після капітуляції міста підкорив також навколишні населені пункти.

### Кампанії Германіка в 14 році
Для того, щоб задовольнити вимоги легіонів, Германік заплатив їм зі своєї кишені. Усі 8 легіонів отримали від Германіка кошти, навіть, якщо цього не вимагали. Таким чином Германік здобував собі авторитет серед солдатів. Прагнучи забезпечити свої війська провіантом він розграбував села марсів і навколишню територію. На зворотному шляху до табору для зимівлі в Кастре Вітер, римські війська успішно відкинули протиборчі племена бруктерів і усіпетів між територією марсів і Рейном.
Повернувшись до Риму, Тиберій заснував священний культ Августа, Германік став членом цього культу.
У 14 році помер «божественний» Август і в знак підтримки Тиберія, на вірність йому змусили поклястись племена саквонів і белгів. Однак почалися заворушення серед германських легіонерів. Для того, щоб заспокоїти бунт, Германік подав солдатам підроблене звернення Тиберія. Таким чином бунт було зупинено.

Після цього мусили присягти на вірність новому імператору війська, що перебували у Верхній Галії. Згодом, після прибуття в Нижню Галію поновився заколот солдатів, оскільки мала прибути сенатська делегація. Германік своїми наказами зупинив бунтівні настрої у війську, зокрема було фізично покарано багатьох солдатів, що збунтувались. За свої військові успіхи у боротьбі з племенами германців Германік був представлений до тріумфу.

### Друга кампанія проти германців

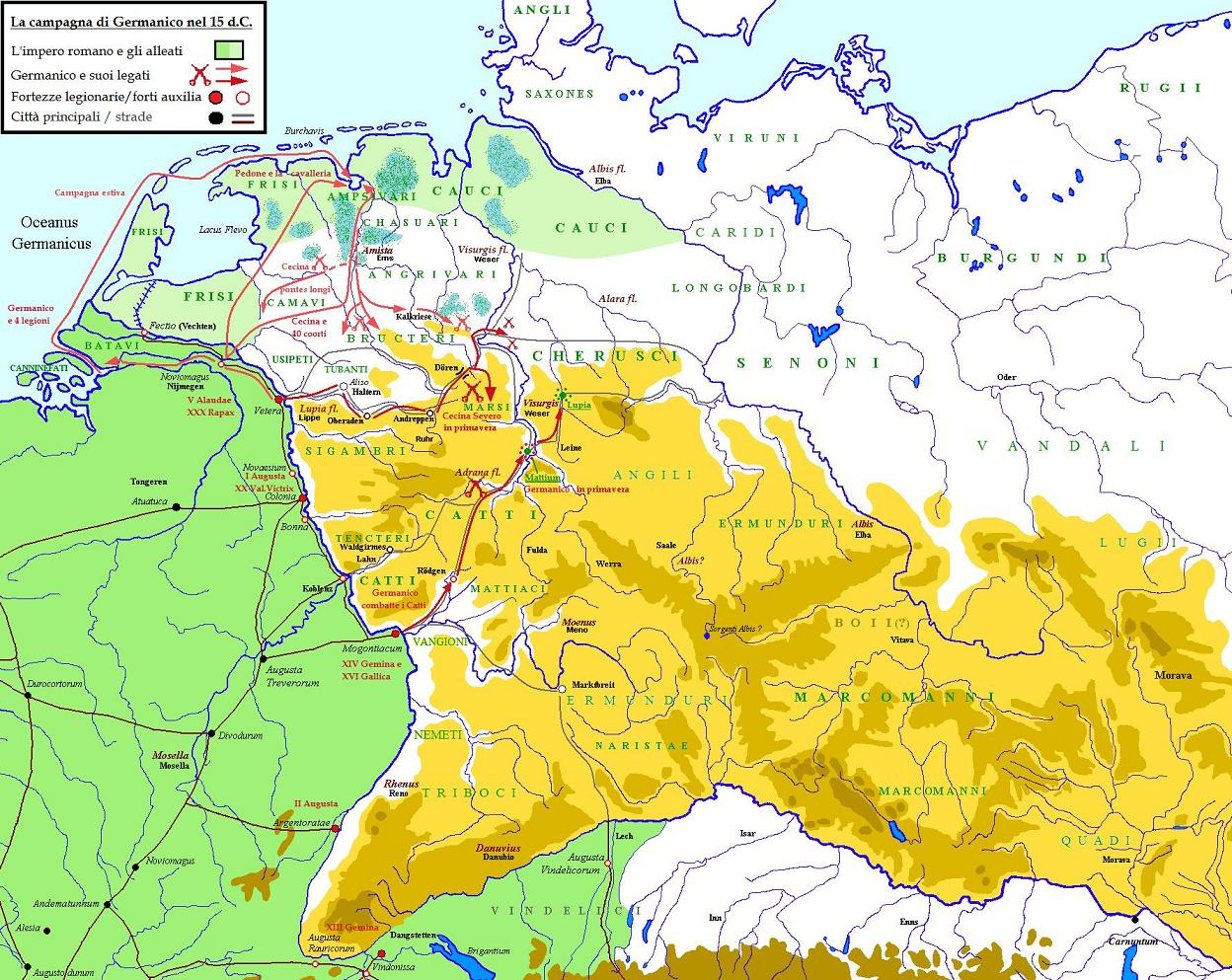
Кампанія проти германців в 15му році

Протягом наступних двох років, він переправив свої легіони через Рейн проти германців, де ті мали протистояти силам Армінія і його союзників. Тацит писав, що метою цієї кампанії була помста за поразку Публія Квінтілія Вара в битві при Тевтобургському лісі, а не розширення римської території.
На початку весни 15 року Германік перетнув Рейн і вдарив по хаттам. Він зайняв їхню столицю — Мітіум, пограбував їхні села, а потім повернувся за Рейн. Білефельд мобілізував своє плем'я, херусків і навколишні племена. Легіони Германіка пішли на північ і спустошили місцевість між річками Емсом і Ліппі, проникли в Тевтобургський ліс. Там Германік і деякі з його воїнів відвідали місце катастрофічної битви в Тевтобургському лісі і поховали останки римських солдатів, які були залишені до цього не похованими. Германік зрештою пробрався в саме серце території херусків. Це місце Тацит називав «довгі дамби», в заболочених низинах десь в районі Емса військо Армінія атакували римляни. Білефельд спочатку упіймав кінноту Германіка в пастку, завдав незначних втрат, але римська піхота протрималася. Бої тривали протягом двох днів, жодна зі сторін не змогла домогтися вирішальної перемоги. Війська Германіка відступили і повернулися до Рейну.

### Третя кампанія проти германців
У підготовці до своєї наступної кампанії, Германік послав Публія Вітелія і Гая Антістія для збору податків у Галлії, доручив  будувати флот. Форт на Ліппе Кастр Алізе був обложений, але нападники розбіглися, коли побачили римські підкріплення. Германці знищили сусідній пагорб і вівтар, присвячений його батькові Друзу, однак Германік відновив святилище і влаштував поминальні процесії разом з своїм військом. Наступним його кроком була побудова нових оборонних укріплень між Форт Алізе і Рейном.
Германік на чолі восьми легіонів разом з допоміжними підрозділами перейшов у 16-му році через Рейн, до річки Емс і Везер для того, щоб атакувати Армінія. Його сили зустрілися з силами Армінія у битві на річці Везер. Тацит писав, що перемогли римляни , і протягом десяти миль земля була всіяна трупами і зброєю. Незабаром після битви, сторони зустрілися на місці Адріанового Валу далі вниз за течією Везера (на захід від сучасного Ганновера). За словами Тацита, римляни перемогли, але перемога була нерішучою. Германік послав частину військо до Рейну пішки, а сам з іншими поплив на човнах. Вони допливли вниз за течією до Північного моря, але як тільки вони досягли моря, стався шторм і багато човнів потонуло, загинуло багато коней і людей.

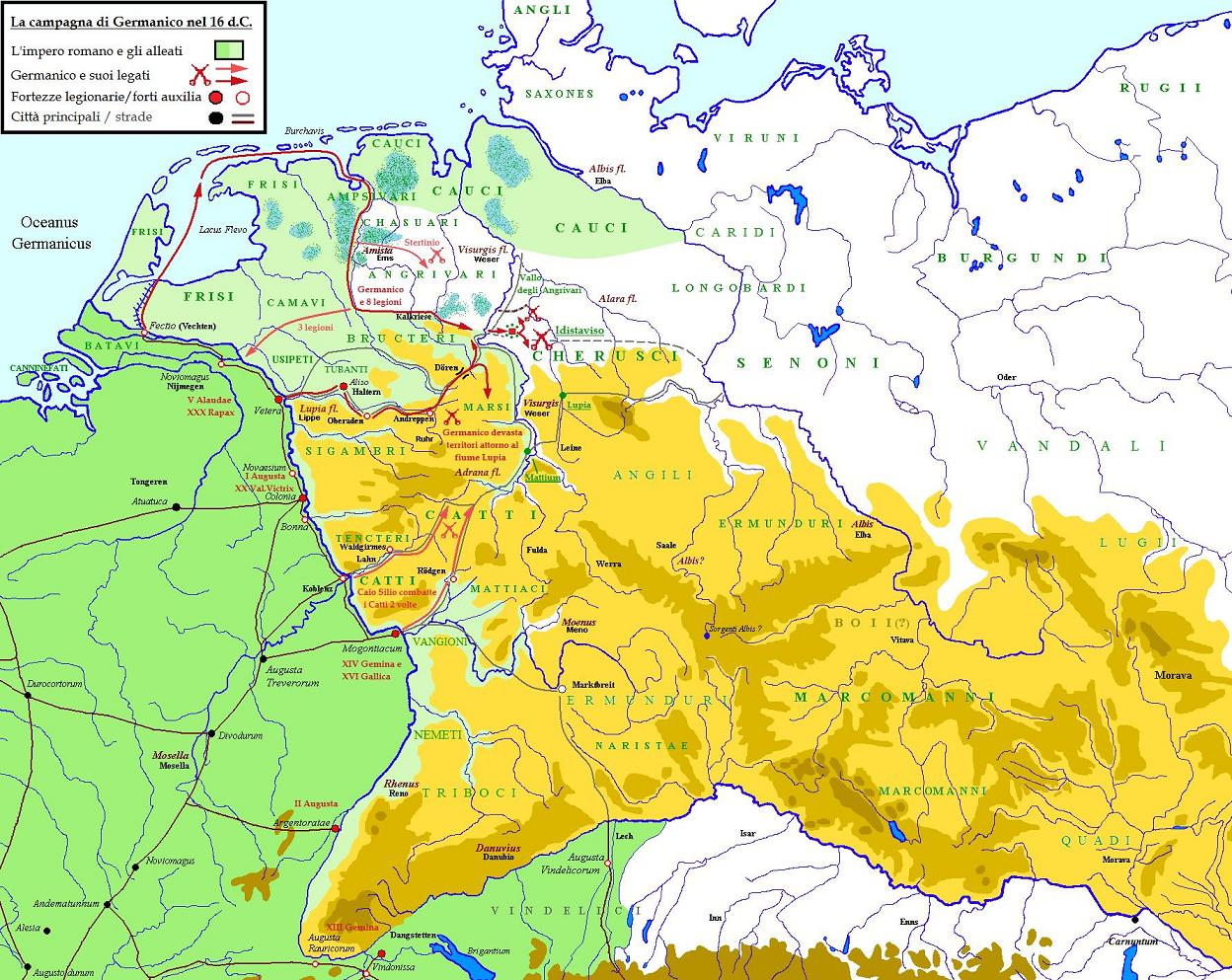
Кампанія Германіка 16-го року

Ще кілька походів були зроблені через Рейн, внаслідок чого були відбиті ще три орли загиблих легіонів під час битви у Тевтобургському лісі в 9 році. Успіхи Германіка в Німеччині зробили його популярним серед солдатів. Він завдав серйозного удару по ворогам Риму, придушив повстання військ, і повернулися втрачені штандарти в Рим. Його дії збільшилися його популярність, і він став дуже популярним серед римського народу. Тиберій взяв це до відома і відкликав Германіка до Риму задля тріумфу і призначення на іншу посаду.

## Діяльність на Сході
Наприкінці 17 року Германік вирушив на Схід, де вступив на посаду консула в ахейському місті Нікополі. Він відвідав Афіни, Евбею, Лесбос, Перинф, Візантій, Іліон, Колофон. Став переможцем 199-х Олімпійських ігор в змаганнях на квадригах.

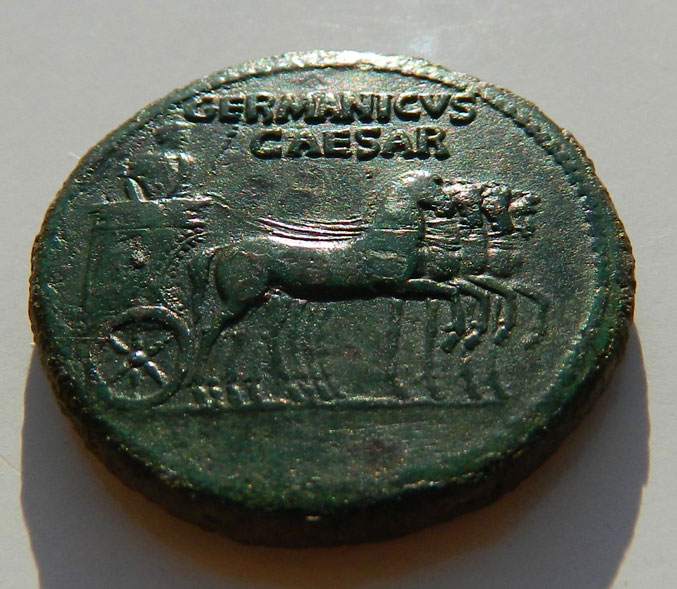
Сестерцій часів Германіка

А на Родосі він зустрівся з намісником Сирії Гнеєм Пізоном. Потім Германік від'їхав до Вірменії, де незадовго до того був повалений цар Вонон. У Артаксаті він проголосив царем і коронував Зенона-Артаксія. За цей сенат надав йому овацію. Германік перетворив Каппадокію і Коммагену в римські провінції і призначив їх намісниками Квінта Веранія і Квінта Сервея. Приблизно в цей час Германік вступив у конфлікт з Гнеєм Пізоном, який не виконав наказ про переведення частини сирійських військ у Вірменію. Тоді він прийняв послів від парфянського царя Артабана і задовольнив їхнє прохання про видалення колишнього вірменського царя Вонона в Помпейополь. 19 року Германік виїхав до Єгипту, попри існуючу заборону для сенаторів відвідувати цю провінцію без дозволу на те принцепса. Цим вчинком він викликав серйозне невдоволення Тиберія. Там Германік відкрив державні хлібні склади і знизив ціни на хліб. Здійснив подорож по Нілу до Елефантини і Сієни.

## Смерть Германіка
Повернувшись з Єгипту в Антіохію, Германік дізнався про те, що Гней Пізон скасував усі його розпорядження в Сирії. Саме це призвело до серйозного конфлікту між ними, в розпал якої Германік тяжко захворів і в жовтні 19 року помер. У його нібито отруєнні згодом звинуватили Пізона і його дружину Планцину. Але в причетності до злочину підозрювали ще Лівію і Тиберія. Тіло Германіка було спалене в Антіохії, а його прах в урні був доставлений до Риму і похований у мавзолеї Августа. Германік був надзвичайно популярним, і тому його смерть викликала глибоку скорботу у римського народу. Тіберій і Лівія, проте ж, утрималися від участі в його похоронах, так само, як і його мати Антонія.

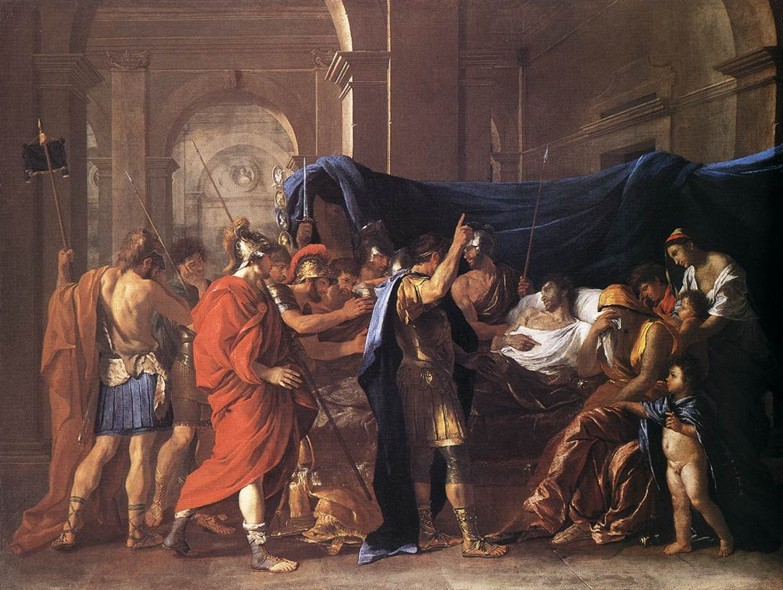
Ніколя Пуссен. Смерть Германіка. 1627 р.

## Творчість
Окрім військових та державницьких талантів Германік мав ще й поетичний дар. Був досить відомим поетом свого часу. Він, зокрема, зробив поетичну обробку латиною дидактичної поеми «Явища» давньогрецького поета Арата.

## У художній літературі
У романі «Я, Клавдій» Роберта Грейвза Германіка показано як суто достойну та чесну людина, яку погубила заздрість Тиберія, отрута і чорна магія дружини Пізона Планцини (і найнятою нею відьми Мартини). Не останню роль в смерті зіграв його власний малолітній син Калігула.

## Родина
Дружина — Агрипіна Старша
Діти:
- Нерон Юлій Цезар, квестор 26 року.
- Друз Юлій Цезар, префект Риму 25 року.
- Тиберій Юлій Цезар
- Юлій Цезар
- Гай Юлій Цезар
- Гай Цезар Август Германік Калігула, імператор 37—41 років.
- Юлія Агрипіна
- Юлія Друзілла
- Юлія Лівілла